# The Wong Boys (album)
The Wong Boys er navnet på debutalbummet fra The Wong Boys. Albummet udkom i oktober 2008. De mest kendte sange på pladen er "Git Ur Fuk On" og "Gold Teeth".

## Spor
1. "Wolfheart"
2. "Git Ur Fuk On"
3. "Wurld Peace"
4. "The Stick Up Kid"
5. "Peasant Stare"
6. "Original Trademark"
7. "Alien Disquise"
8. "Gold Teeth"
9. "Beam Me Up Jesus"
10. "Hole Ye Horizes"
11. "T.F.D"